# Kikuchi
Kikuchi (菊池市?, Kikuchi-shi) è una città giapponese della prefettura di Kumamoto.

## Clima
| Kikuchi (1991-2020) Fonte: JMA  | Mesi        | Mesi        | Mesi        | Mesi        | Mesi        | Mesi        | Mesi        | Mesi        | Mesi        | Mesi        | Mesi        | Mesi        | Stagioni | Stagioni | Stagioni | Stagioni | Anno    |
| Kikuchi (1991-2020) Fonte: JMA  | Gen         | Feb         | Mar         | Apr         | Mag         | Giu         | Lug         | Ago         | Set         | Ott         | Nov         | Dic         | Inv      | Pri      | Est      | Aut      | Anno    |
| ------------------------------- | ----------- | ----------- | ----------- | ----------- | ----------- | ----------- | ----------- | ----------- | ----------- | ----------- | ----------- | ----------- | -------- | -------- | -------- | -------- | ------- |
| T. max. media (°C)              | 10,2        | 12,0        | 15,7        | 21,0        | 25,8        | 28,0        | 31,4        | 32,9        | 29,7        | 24,6        | 18,4        | 12,4        | 11,5     | 20,8     | 30,8     | 24,2     | 21,8    |
| T. media (°C)                   | 4,4         | 6,0         | 9,5         | 14,6        | 19,5        | 23,0        | 26,6        | 27,4        | 23,9        | 18,0        | 11,9        | 6,4         | 5,6      | 14,5     | 25,7     | 17,9     | 15,9    |
| T. min. media (°C)              | −1,0        | 0,1         | 3,4         | 8,2         | 13,5        | 18,7        | 22,9        | 23,2        | 19,2        | 12,2        | 6,1         | 0,7         | −0,1     | 8,4      | 21,6     | 12,5     | 10,6    |
| T. max. assoluta (°C)           | 20,8 (2020) | 23,8 (2010) | 26,1 (2018) | 31,3 (2021) | 35,3 (2000) | 35,7 (2009) | 38,8 (2018) | 38,8 (2013) | 36,2 (2020) | 34,2 (2021) | 26,7 (2011) | 23,7 (2018) | 23,8     | 35,3     | 38,8     | 36,2     | 38,8    |
| T. min. assoluta (°C)           | −9,0 (1985) | −9,9 (1981) | −6,9 (1978) | −3,4 (1985) | 1,8 (1980)  | 7,0 (1978)  | 14,3 (1982) | 15,1 (2009) | 5,1 (1987)  | −0,2 (1997) | −3,9 (1992) | −7,8 (1985) | −9,9     | −6,9     | 7,0      | −3,9     | −9,9    |
| Giorni di calura (Tmax ≥ 30 °C) | 0,0         | 0,0         | 0,0         | 0,1         | 2,8         | 8,5         | 21,6        | 26,1        | 15,1        | 1,4         | 0,0         | 0,0         | 0,0      | 2,9      | 56,2     | 16,5     | 75,6    |
| Giorni di gelo (Tmin ≤ 0 °C)    | 20,7        | 16,1        | 7,5         | 0,8         | 0,0         | 0,0         | 0,0         | 0,0         | 0,0         | 0,0         | 2,2         | 15,3        | 52,1     | 8,3      | 0,0      | 2,2      | 62,6    |
| Precipitazioni (mm)             | 55,0        | 79,6        | 122,9       | 139,6       | 157,7       | 400,9       | 381,4       | 181,8       | 168,9       | 82,3        | 83,9        | 61,3        | 195,9    | 420,2    | 964,1    | 335,1    | 1 915,3 |
| Giorni di pioggia               | 7,1         | 8,5         | 10,8        | 10,1        | 9,6         | 14,0        | 13,0        | 10,5        | 9,2         | 7,3         | 7,3         | 7,4         | 23,0     | 30,5     | 37,5     | 23,8     | 114,8   |
| Ore di soleggiamento mensili    | 133,3       | 139,9       | 163,8       | 178,9       | 182,9       | 111,9       | 162,2       | 197,4       | 170,1       | 181,2       | 150,4       | 138,2       | 411,4    | 525,6    | 471,5    | 501,7    | 1 910,2 |
| Vento (direzione-m/s)           | WNW 1,5     | WNW 1,8     | WNW 1,9     | WNW 1,9     | WNW 1,8     | SSW 1,7     | SSW 1,8     | SSE 1,9     | WNW 1,7     | WNW 1,6     | WNW 1,3     | WNW 1,5     | 1,6      | 1,9      | 1,8      | 1,5      | 1,7     |

## Amministrazione

### Gemellaggi
- Nishimera
- Gimje, dal 1985
- Sishui, dal 1994
- Tōno, dal 1998
- Cheongwon, dal 2005